# Інтернет-казино
Інтерне́т-казино́ — сайт або програма, що дають можливість грати в азартні ігри через інтернет. Через високу конкуренцію та порівняно високі прибутки, цей ринок постійно розвивається.

## Історія
2020 року онлайнові казино пережили бум розвитку та популярності. Великим поштовхом для розвитку індустрії стала пандемія COVID-19, через яку багато звичних казино тимчасово припинило або обмежило роботу. Аналітики Волл-стріт вважають, що онлайн-гемблінг має стати важливою частиною індустрії в довгостроковій перспективі.

## Класифікація

### За типом ігор
- ігри, що завантажуваються — ігри, що викачуються гравцем з сайту інтернет-казино, а потім що інсталюються на персональний комп'ютер гравця;
- флеш-ігри, що не вимагають викачування та інсталяції.

### За типом пристроїв
- для гри зі стаціонарних комп'ютерів
- для гри з мобільних пристроїв (КПК, мобільні телефони , смартфони)

### Класифікація ресурсів
- універсальні портали — ресурси, де є буквально все, що має хоч яке-небудь відношення до ігор.
- інтернет-казино як такі (як правило, там представлені всі типи азартних ігор, в яких грають і в звичайних казино, — рулетка, покер, блекджек, слот-машини тощо)
- сайти переважно присвячені одній азартній грі, — наприклад, кімнати покеру (покер-руми), сайти крепса, блекджека та ін.
- сайти лотерей — бінго, кено та інших; можуть поєднуватися з іншими іграми та парі
- сайти з іграми, в які зазвичай не грають в казино, — шахи, нарди, шашки, і таке інше, але в які можна грати і на гроші
- сайти спортивних парі (букмекерські контори) — парі на результат спортивних змагань. Можуть існувати постійно або виникати напередодні великих спортивних подій, таких як Олімпійські Ігри, а потім зникати
- сайти інших парі (ставки на результат інших подій, наприклад: хто переможе на виборах, чим закінчиться книга, що ще не вийшла в світ)
- сайти, що приймають ставки на коливання курсу валют і/або акцій на фінансових ринках

## Переваги
- Мобільність. Гравцям не потрібно кудись їхати. Гравці можуть грати з будь-якого місця, де є комп'ютер та інтернет. Якщо гравець грає удома, то може влаштувати собі атмосферу на свій смак.
- Доступність. У онлайні немає фейс-контролю, немає п'яних гравців, немає дратівливих сусідів і глядачів. Завжди є вільний стіл або автомат з улюбленими іграми.
- Зручність гри. Розслаблена домашня обстановка дає можливість азартній людині відчувати себе комфортно і спокійно, адже тут немає купи інших гравців, які шумлять і заважають зосередитися. Казино онлайн доступно 24 години на добу, і грати тут можна з будь-якого куточка планети — головне мати доступ до інтернету.
- Бонуси. Практично кожне онлайн казино пропонує бонус на поповнення гравцем рахунку. Бонус при вдалому результаті гри можна перевести в готівку.
- Виплати. Правила ігор в онлайні зазвичай вигідніші для гравців. Це й зрозуміло — адже витрати онлайн казино значно менше, тому вони щедріші до гравців.

Виплати навіть зазвичай більші, ніж в казино Лас Вегаса або інших реальних казино. Середні заявлені виплати виграшів у віртуальному казино знаходяться в межах 90-99,9 % від суми ставок, залежно від гри.
- Джекпоти. У віртуальному казино сягають багатьох мільйонів доларів США. Оскільки багато інтернет-казино використовують програмне забезпечення однієї компанії, в цьому випадку накопичувальні джекпоти об'єднані в одну мережу, що дозволяє накопичувати дуже великі суми. Рекордний джекпот в онлайні склав майже $8 млн.
- Асортимент. Онлайн казіно зазвичай пропонують набагато ширший набір ігор, ніж реальні казіно.
- Оперативність. Не треба стояти в черзі за фішками, втрачаючи час — в Інтернет-казино їх можна придбати всього за декілька секунд. Всі дії в онлайні відбуваються швидше, ніж в реальному казіно. Щоб поміняти гру, треба лише натиснути пару кнопок, здача карт і ходи гравців зазвичай швидші, переказ грошей займає лічені секунди (хоча процес отримання готівки займе трохи більше часу). Гравцеві не треба щоразу отримувати виграш — гроші будуть в безпеці на рахунку казіно. Гравець легко зможе ними скористатися наступного дня або через тиждень, коли повернетеся до гри.
- Можливість грати на віртуальні гроші, тобто і час добре провести, і нічим не ризикувати. Гравець має можливість грати необмежений час «на інтерес», тобто не роблячи ставок «реальними грошима».

## Недоліки
- Інтернет-казино — не комп'ютерна іграшка, якщо гра йде «по-справжньому». При будь-якій грі на гроші завжди є імовірність програшу. Програтися в Інтернет-казино можна так само, як і в звичайному гральному закладі. Захопившись грою, деякі відвідувачі сайту можуть непомітно для себе програти купу грошей. В багатьох казино також існує демо версія ігор.

- Незалежно від того, чи грає людина в реальному казино. або у віртуальному, у деяких людей може виникнути хвороблива пристрасть до азартної гри. Ігрова залежність схожа на інші залежності (наприклад, алкогольну або наркотичну) і теж тяжко піддається лікуванню. Ігроманія, або лудоманія (від латинського ludus — «гра») значиться в Міжнародній класифікації хвороб під міжнародним кодом F63.0. Лудоманія була кваліфікована як самостійне захворювання Американською психіатричною асоціацією в 1980 році.

- Відсутність фейс-контролю має свої негативні сторони. Не зважаючи на заходи безпеки, що приймаються, в інтернет-казино легко потрапити тим, кого в реальне казино не пустять, наприклад, неповнолітніх, а також психічно хворих людей. Спійманий на шахрайстві онлайн-гравець, часто просто відкриває ігровий аккаунт (рахунок) під іншим ім'ям, продовжуючи грати.

- Можливість зберігати відносну анонімність в інтернеті — джерело додаткового клопоту і для гравців Інтернет-казино, і для служби підтримки ігрового ресурсу. Трапляється, що рахунок в казино поповнюють з чужої (краденої) кредитної картки. Тому в багатьох Інтернет-казино гравцеві треба доводити, що він — це він, а картка — його власна. Процедура підтвердження даних про себе в різних інтернет-казино різна, і необхідність підтверджувати свою особу може дратувати гравців. Підтвердження своєї особи обов'язкове і при отриманні великих виграшів.
- У інтернет-казино бувають технічні проблеми. Інтернет з'єднання може розірватися, і тоді гра урветься.
- Як би надійно не була захищена інформація, завжди залишається імовірність її крадіжки або зникнення даних за технічних причин.

## Перспективи
Серед технологій, що з часом стають все популярнішими в онлайнових азартних іграх є такі:
1. Сучасні способи оплати. Важливу роль в онлайн-ставках грає безпека внесення та виводу грошей, зокрема, можливість швидко вивести виграш. Для цього, серед іншого, можуть використовуватись криптовалюти, зокрема біткойн.
2. Живі ігри. «Живою» грою в інтернеті вважається гра, де гравець спілкується зі справжнім дилером через вебкамеру замість згенерованого комп'ютером образу. Це дозволяє максимізувати ефекти присутності гравця.
3. VR-геймінґ. Віртуальна та доповнена реальність грає все більшу роль в онлайн-казино, дозволяючи, як і з «живими іграми», створити ефект присутності. Одним з прикладів девайсів, що дозволяють це зробити, є шголом віртуальної реальності Oculus Rift[2].
4. Ігри на основі навичок. Після введення ігровою комісією штату Невада нових правил гри на основі навичок, це дозволило казино проводити гри, що виходять за рамки картярських ігор та стандартних слотів.
5. Зміни в класичних іграх. Класичні ігри на кшталт рулетки та блекджеку й досі є найпопулярнішими серед гравців. Казино шукають методи додати нових функцій та способів гри до таких ігор[3].

## Правове підґрунтя
Інтернет-казино, як і інші ресурси азартних ігор у мережі Інтернет — це в першу чергу бізнес. Як і в будь-якому бізнесі, в онлайн-геймінгу є «дрібна рибка» (дрібні фірми, багато хто з яких проіснує недовго) і є «кити» (великі компанії з мільярдними оборотами). Як всякий бізнес, інтернет-казино може бути законопокірним і таким, що платить всі податки, а може бути і нелегальним, тобто зникнути без сліду у будь-який момент.
Діяльність будь-якої законопокірної фірми починається з реєстрації і ліцензування. Порядне інтернет-казино — це зареєстрована юридична особа, яка законно займається гральним бізнесом в мережі Інтернет, оплачуючи відповідну ліцензію на право здійснювати цю діяльність.

### Залученість
2019 року на першому місці в Європі за залученістю гравців до онлайнових казино, перше місце посіла Швеція (59 %), друге — Данія (53,1 %), далі йшли Норвегія та Британія (45 %).

### Видача ліцензії
Більшість інтернет-казино та інших сайтів, пов'язаних з азартними іграми, зареєстровані в спеціальних зонах, так званих «зонах сприятливого оподаткування». Такі зони зобов'язані мати комісії з азартних ігор, які здійснюють нагляд і видають ліцензії. Найвідоміші такі:
- Kahnawake Gaming Commission (індіанська резервація Канаваке, Канада)
- The Gambling Commission (Велика Британія)
- LGA (Мальта)
- Regulatory Commission's Division of Gaming, FRSC (Антигуа і Барбуда)
- Gambling Ordinance 2005 (Гібралтар)
- Netherlands Antilles Department of Justice (Кюрасао)

Як правило, комісія вимагає від інтернет-казино надати їй всі необхідні юридичні документи, включаючи програмне забезпечення для тестування. В першу чергу тестують генератор випадкових чисел (ГВЧ). І лише коли комісія упевниться в тому, що гральне програмне забезпечення забезпечить дійсно чесну гру, ухвалюється рішення про видачу ліцензії. Термін її дії складає, як правило, 5 років. Вартість ліцензії обчислюється сотнями тисяч доларів США.

### Програмне забезпечення
В даний час склалася ситуація, коли солідні інтернет-казино купують програмне забезпечення у спеціалізованих фірм-виробників. Серверна частина, як правило, залишається в руках виробника програмного забезпечення. Таким чином, власник інтернет-казино навіть не може втрутитися в роботу казино і, у разі порушення умов ліцензійної угоди на програмне забезпечення, може у будь-який момент бути покараний виробником. Ліцензійні угоди між постачальником програмного забезпечення і власниками інтернет-казино містять умови контролю з боку постачальника і додаткову страховку гравців.
В даний час склалася так звана «велика п'ятірка» постачальників програмного забезпечення для інтернет-казино:
- Playtech
- Microgaming
- Cryptologic
- Boss Media
- RTG (Realtime Gaming)

Програмне забезпечення саме цих компаній використовує переважна більшість інтернет-казино, що відповідним чином зареєстровані та мають ліцензію. Вартість тільки програмного забезпечення для відкриття інтернет-казино від «великої п'ятірки» — від декількох сотень тисяч до декількох мільйонів доларів США, залежно від кількості онлайн ігор і кількості мов, що підтримуються.

### Членство в гральних асоціаціях
У світі онлайн ігор користуються пошаною до тих інтернет-казино, що є членами серйозних гральних асоціацій. Членство інтернет-казино у гральній асоціації добре тому, що туди можна направити скаргу проти інтернет-казино. До усесвітньо відомих гральних асоціацій відносяться IGC та eCOGRA.

### Незалежний аудит
У світі онлайн ігор достатньою пошаною користуються інтернет-казино, що привертають для перевірки своєї діяльності незалежних аудиторів, як правило, BMM і PriceWaterhouseCoopers.
- BMM — спеціалізується на тестуванні ГВЧ (генераторів випадкових чисел)
- PriceWaterhouseCoopers — спеціалізується на перевірках фінансових результатів гри

Хоча наявність аудиторського сертифікату не гарантує чесності казино, але як мінімум дозволяє оцінити відсоток виплат.

## Особливості законодавства деяких країн

### Україна
В Україні формально гральний бізнес заборонений. Так, 11 лютого 2020 Печерський суд Києва заблокував доступ до сайтів букмекерських контор і онлайн-казино. Серед заблокованих є сайти Favorit, Parimatch та інших, яких звинуватили у зайнятті гральним бізнесом. 21 лютого СБУ блокувала роботу ще 33 онлайн-казино.
Новий уряд вирішив виправити цю ситуацію, тому Верховною Радою був представлений законопроєкт № 2285-д «Про державне регулювання діяльності з організації та проведення азартних ігор», який був підписаний президентом України Володимиром Зеленським 11 серпня. Прийнятий закон встановлює певні різновиди діяльності в області азартних ігор, які будуть дозволені на території України. Зокрема, він включає в себе різні азартні ігри в гральних закладах онлайн казино, букмекерських контор і представництв в інтернеті, а також проведення лотерей і гру покер через інтернет.
Український уряд збирається видати обмежену кількість ліцензій у 2021 році. План, зазначений в законопроєкті, свідчить про те, що Верховна рада видасть 20 ліцензій для казино в 5-зіркових готелях, 80 ліцензій для роздрібних букмекерських контор, 10 ліцензій для надання гральних послуг через інтернет і 160 ліцензій для залів зі слот-машинами. Також, в законі прописаний термін дії ліцензії, який складе 5 років.

### США
У США питання онлайн-казино довго не було чітко прописано у федеральному законодавстві, азартні ігри регулювалися трьома Федеральними законодавчими актами, зокрема Законом про телекомунікації 1961 року (Wire Act 1961).
Акт про Незаконні азартні ігри в Мережі інтернет (Unlawful Internet Gambling Enforcement Act of 2006) був прийнятий Конгресом США 29 вересня 2006 р. і підписаний Президентом США Джорджем Бушем-молодшим 13 жовтня 2006 р. Цей акт був в останню мить включений до абсолютно не пов'язаного з ігровою індустрією документу — Закону про безпеку портів (Safe Port Act).
Згідно з розділом 802 цього закону банкам і компаніям-емітентам кредитних карт заборонено здійснювати перекази коштів, пов'язаних з інтернет-казино. Сама гра в онлайн-казино поза законом не оголошена, заборонені тільки перекази коштів.
Заборона на перерахування коштів гравців зі США до онлайн-казино остаточно закрила дорогу гравцям зі США до онлайн-казино, що зареєстровані в інших країнах, на роботу американських онлайн-казино він вплинув набагато менше. Цей крок був протекціоністським з боку США, що було визнано в ході врегулювання спору між США та Антигуа і Барбуда.
У березні 2003 уряд Антигуа і Барбуда подав скаргу на США, згідно з процедурою Світової Торговельної Організації (СОТ) по врегулюванню суперечок. Антигуа затверджувала, що американське законодавство, яке перешкоджає наданню компаніями з Антигуа послуг з азартних ігор американським громадянам, порушує зобов'язання США за Генеральною Угодою про Торгівлю в Послугах (General Agreement on Trade in Services, GATS). Тяганина була довгою, але Антигуа і Барбуда насамкінець добилася санкцій проти США. Хоча розмір призначених СОТ санкцій всього $21 млн на рік (а позив був на 3.4 мільярди), це рішення СОТ проти США — свого найбільшого та найбагатшого члена — обіцяє стати серйозним прецедентом у майбутніх спорах.
Після успіху Антигуа у ВТО Євросоюз, Канада, Австралія, Японія, Індія, Коста-Рика, Макау і ще 15 карибських країн виступили на стороні Антигуа.

### Німеччина
В кінці грудня 2007 року уряд Німеччини остаточно прийняв сторону США в питанні про обмеження азартних ігрор в інтернеті, заборонивши більшість різновидів ігор (там дозволені тільки онлайнові лотереї і прийом ставок на кінні перегони), сайти інтернет-казино і прийом ставок на азартні ігри в Мережі. Німецькі інтернет-провайдери тепер зобов'язані блокувати такі сайти, а банки — припиняти переказ платежів цим ресурсам. Незаконним також вважається прийом ставок через інтернет на території Німеччини за допомогою компаній, що знаходяться за її межами.

### ЄС
Не зважаючи на німецькі ініціативи, керівництво ЄС в цьому відношенні, як не дивно, встало на позицію супротивників США. Опонентів очолила Велика Британія, де онлайнові ігри вільно ліцензуються. У листопаді 2007 року торговий уповноважений ЄС Пітер Мандельсон заявив журналістам, що «Сполучені Штати повинні внести зміни до законів, що забороняють європейським країнам пропонувати онлайнові азартні ігри на американському ринку». Європейські компанії, що займаються азартними іграми в Інтернеті, мають намір вимагати від США виплати компенсації у розмірі $100 млрд за те, що вони не можуть бути присутніми на американському ринку.
Підстави для такого позову у них є: це порушення угод про відкритий ринок в рамках ВТО.

### Росія
П. 3 ст. 5. закону РФ від 29 грудня 2006 р. N 244-фз свідчить:
«Діяльність з організації і проведенню азартних ігор з використанням інформаційно-телекомунікаційних мереж, зокрема мережі „Інтернет“, а також засобів зв'язку, зокрема рухомого зв'язку, заборонена.»

### Інші країни
Переважна більшість країн світу не забороняє своїм громадянам відвідувати та грати в азартні ігри в мережі Інтернет. Законодавство цих країн стверджує, що повнолітній громадянин повинен мати можливість самостійно ухвалювати рішення — що йому робити і де витрачати зароблені кропіткою працею гроші.
Деякі релігії світу та різноманітні релігійні течії забороняють видачу грошей під проценти громадянам, гру в азартні ігри. Але це стосується конкретних громадян, а не законів країни, де вони мешкають.